# Titan (projekt Blizzard Entertainment)
Titan byl název ambiciózního, ale nakonec zrušeného projektu, na kterém pracovala společnost Blizzard Entertainment. Jednalo se o masivně multiplayerovou hru (MMO), která měla být zcela novým titulem, nevycházejícím z žádné z již existujících herních sérií.

## Historie vývoje
Vývoj hry Titan začal jako tajný projekt společnosti Blizzard Entertainment, která plánovala vytvořit revoluční MMO zážitek. V květnu 2013 bylo rozhodnuto o zastavení vývoje kvůli neuspokojivým interním testům, což vedlo k jeho následnému úplnému zrušení v září 2014. Přestože byl projekt zastaven, část vytvořeného obsahu a zkušeností týmu byla později využita při vývoji úspěšné hry Overwatch, která se stala jedním z nejpopulárnějších titulů společnosti.

## Plánovaná hratelnost
Detaily o hratelnosti Titanu nebyly nikdy oficiálně zveřejněny, ale některé informace poskytl Jeff Kaplan, vedoucí vývojář. Hra měla být akční MMO, kde by hráči mohli volit mezi různými povoláními. Hráči by získávali zkušenostní body a využívali je k vylepšování svých postav prostřednictvím dovednostního stromu.